# Jörg Michalewicz
Jörg Michalewicz (* 5. November 1976 in Hameln) ist ein ehemaliger deutscher Handballspieler, der in der Bundesliga spielte.
Der 1,75 Meter große Außenspieler begann das Handballspielen bei der TSG Emmerthal und lief anschließend von 1998 bis 2001 für den VfL Hameln auf. In der Saison 2001/02 stand er bei Eintracht Hildesheim unter Vertrag. Seine nächste Station war der Stralsunder HV, den er im Januar 2004 in Richtung HSV Blau Weiß Insel Usedom verließ. Michalewicz lief er bis Dezember 2005 für Usedom auf. Im Sommer 2006 kehrte Michalewicz zum VfL Hameln zurück, den er 2008 verließ. Michalewicz ist gelernter Physiotherapeut.